# Боснийско-сербские отношения
Боснийско-сербские отношения — двусторонние дипломатические отношения между Боснией и Герцеговиной (БиГ) и Сербией. Страны являются полноправными членами Совета Европы, Организации по безопасности и сотрудничеству в Европе (ОБСЕ) и Центрально-европейского соглашения о свободной торговле. Сербия является официальным кандидатом на вступление в Европейский союз, а Босния и Герцеговина признана Европейским союзом в качестве потенциального кандидата. Протяжённость государственной границы между странами составляет 345 км.

## История
С 1992 по 1995 год на территории Республики Босния и Герцеговина (бывшая СР Босния и Герцеговина в составе Югославии) бушевал острый межэтнический конфликт между вооружёнными формированиями сербов (Войско Республики Сербской), мусульман-автономистов (Народная Оборона Западной Боснии), боснийских мусульман (Армия Республики Босния и Герцеговина) и хорватов (Хорватский совет обороны).
Формальные контакты Республики Сербской и Сербии состоялись ещё до начала Боснийского конфликта. В Дейтонском соглашении президент Республики Сербия Слободан Милошевич представлял интересы боснийских сербов из-за отсутствия Радована Караджича. Соглашение обеспечивало право сообществ Боснии и Герцеговине устанавливать особые отношения с соседними странами в соответствии с суверенитетом и территориальной целостностью Боснии и Герцеговины. Соглашение об особых параллельных отношениях было подписано 28 февраля 1997 года и вступило в силу 15 декабря 2010 года.
8 июля 2015 года Россия наложила вето на резолюцию Совета Безопасности ООН, в которой резня в Сребренице осуждалась как геноцид. Решение применить право вето Россией было высоко оценено Республикой Сербской и Сербией: президент Томислав Николич заявил, что Россия «предотвратила попытку смешать всю сербскую нацию с понятием „геноцид“ и проявила себя как верный и честный друг».
Приглашенный правительством Боснии и Герцеговины для участия в ежегодном мероприятии возле Мемориала геноцида в Сребренице премьер-министр Сербии Александар Вучич согласился отправиться в Сребреницу 11 июля 2015 года, чтобы выразить свое уважение. В Сребренице на него напала толпа местных жителей с камнями, бутылками и другими предметами и Вучичу пришлось бежать из помещения.
Строительство мемориала жертвам операции «Буря» было запрещено в Сараево.

## Дипломатические представительства
- Босния и Герцеговина имеет посольство в Белградe[7].
- У Сербии имеется посольство в Сараево[8].